# طيار (خارق للطبيعة)
«طيار» هي الحلقة الأولى من المسلسل التلفزيوني خارق للطبيعة . تم عرضه لأول مرة على The WB في 13 سبتمبر 2005، وكتبه مبتكر المسلسل إريك كريبك وإخراج ديفيد نوتر. قدم الطيار الخارق شخصيات سام (جاريد باداليكي) ودين وينشستر (جنسن أكليس)، الأخوان الذين يسافرون في جميع أنحاء البلاد بحثًا عن مخلوقات خارقة للطبيعة، حيث قاتلوا شبح لا يورونا (سارة شاهي) أثناء البحث عن والدهم المفقود جون (جيفري دين مورغان).
كان كريبك يطور المفهوم لمدة عشر سنوات قبل أن يصبح مضاءً باللون الأخضر كمسلسل تلفزيوني. قبل أن يتم تصويره، خضع السيناريو لمراجعات عديدة. تم إنتاج الحلقة في لوس أنجلوس، على الرغم من تصوير الحلقات المستقبلية في فانكوفر، كولومبيا البريطانية، لتوفير المال. أرست الحلقة تقليد المسلسل للموسيقى التصويرية لموسيقى الروك، وتضمنت موسيقى خلفية سجلها كريستوفر لينيرتس صديق كريبك. تلقى مراجعات مختلطة، حيث أشاد النقاد بعناصر الرعب ولكن لديهم آراء متباينة حول أداء الممثلين الرئيسيين.

## الحبكة
في عام 1983 في لورانس ، كانساس، تتحقق ماري وينشستر (سامانثا سميث) في صوت قادم من حضانة ابنها الرضيع سام. ترى شخصًا يقف فوق سريره، ثم تنزل إلى الطابق السفلي وترى زوجها نائمًا على الأريكة، مدركة أن الشخص في الطابق العلوي هو دخيل، تذهب لمواجهته. استيقظ زوجها، جون (جيفري دين مورغان)، على صراخها ووجدها معلقة في السقف بجرعة مائلة على بطنها. اشتعلت فيها النيران، وأجبر جون على إخلاء المنزل مع سام وابنه الأكبر دين، بينما اشتعلت النيران في المنزل.
بعد اثنين وعشرين عامًا في عام 2005، احتفل سام (جاريد باداليكي) البالغ من العمر 23 عامًا وصديقته جيسيكا مور (أدريان باليكي) بدرجة عالية في LSAT . في وقت لاحق من تلك الليلة، ظهر دين (جنسن أكليس) في منزل سام. على الرغم من أن الإخوة لم يتحدثوا منذ سنوات، يأتي دين باحثًا عن المساعدة في العثور على والدهم، الذي اختفى أثناء مطاردة كيان خارق للطبيعة. بعد أن سمع سام بريدًا صوتيًا من والده يحتوي على ظاهرة صوتية إلكترونية لامرأة تقول «لا يمكنني العودة إلى المنزل أبدًا»، وافق سام على مساعدة دين في البحث. يتوجه الأخوان إلى آخر مكان معروف لجون - مدينة أريحا - حيث كان يحقق في اختفاء شبان على امتداد طريق واحد على مدى عشر سنوات. يكتشف `` سام '' و `` دين '' أسطورة محلية لفتاة مقتولة عادت كشبح قاتل يتنقل لمسافات طويلة. يشير البحث إلى كونستانس ويلش (شاهي)، التي قفزت حتى وفاتها من على جسر قريب بعد غرق أطفالها. بينما كانوا يراقبون الجسر في تلك الليلة، أخبر سام دين أنه لا يريد العودة لصيد المخلوقات الخارقة. ويشير إلى أن العثور على أي مخلوق قتل والدتهم - وهي مهمة كرس والدهم حياته لها - لن يعيدها. قاطعتهما امرأة شبحية تقفز من على الجسر. قام سام ودين في وقت لاحق بتسجيل الوصول إلى فندق محلي، واكتشفا أن والدهما يستأجر غرفة هناك أيضًا. يقتحمونها ويكتشفون بحثه منتشر في جميع أنحاء الغرفة. تشير جميع النتائج التي توصل إليها إلى كونستانس كانت امرأة ذات ثياب بيضاء.
عندما يغادر دين الغرفة للحصول على الطعام، يتم القبض عليه من قِبل الشرطة، الذين يعتقدون أنه على صلة بحالات الاختفاء. في مركز الشرطة، أطلعوه على دفتر يوميات جون، ولاحظ الرسالة المكتوبة بداخلها «دين 35-111». أثناء استجواب دين، يتعقب سام زوج كونستانس (ستيف ريلسباك)، ويتعرف على موقع قبرها والمنزل الذي غرقت فيه أطفالهما. ثم قام سام بتزوير مكالمة 911 حتى يتمكن دين من الهروب من المحطة. ومع ذلك، يستهدف كونستانس سام في إمبالا، ويطالبه بأخذها إلى منزلها. يرفض سام، لكنها تمتلك السيارة بحيث تقودها إلى منزلها. بمجرد وصولهم إلى منزلها القديم، حاولت إغوائه، لكن عندما يقاوم، تهاجمه. يجبرها دين على التبديد مؤقتًا بإطلاق النار عليها بالملح الصخري، ويستغل سام الفرصة لتحطيم السيارة بالمنزل. تظهر كونستانس من جديد وتهاجمهم، لكن أرواح أطفالها تواجهها. يحتضنون والدتهم، مما يجعلها تصرخ من الألم بينما تفرخ كائنات شيطانية من تحتها، ويسحبونها إلى أسفل عبر الأرض. تم الكشف عن أن سبب عدم قدرتها على «العودة إلى المنزل» هو أنها كانت خائفة جدًا من مواجهة أطفالها.
يستنتج دين أن رسالة جون كانت إحداثيات إلى حيث يتجه. لا يزال سام لا يريد الانضمام إلى البحث، لذلك أوقعه دين في شقته. يكتشف سام وهو مستلقي على السرير بمفرده، أن جيسيكا مثبتة في السقف بجرعة مائلة على بطنها. اشتعلت فيها النيران بينما اقتحم دين المنزل وأنقذ سام. بينما يحاول رجال الإطفاء إخماد الحريق، قرر سام الانضمام إلى شقيقه في البحث عن والدهم والمخلوق الذي قتل والدتهم وجيسيكا.

## إنتاج

### التطور
كان منشئ المسلسل إيريك كريبك قد كتب سابقًا لسلسلة WB طرزان ، وحصل على فرصة لعرض أفكار العرض على الشبكة. لقد استغل الفرصة لـ خارق للطبيعة ،  وهو مفهوم كان يطوره منذ ما يقرب من عشر سنوات. تصور كريبك خارق للطبيعة كسلسلة رحلات على الطريق، معتبرًا أنها «أفضل وسيلة لإخبار هذه القصص لأنها نقية، مجردة وأمريكية بشكل فريد. . . توجد هذه القصص في هذه البلدات الصغيرة في جميع أنحاء البلاد، ومن المنطقي جدًا الدخول إلى هذه القصص والخروج منها». على الرغم من أن الشبكة رفضت خطته الأولية - مراسل صحيفة شعبية يحقق في الأحداث الخارقة للطبيعة في جميع أنحاء البلاد - إلا أنهم ما زالوا مهتمين بسلسلة تضم أساطير حضرية. اقترح كريبك بسرعة سلسلة من طراز الطريق 66 ، وقد أحبتها الشبكة. كان التصوير مضاءً باللون الأخضر بعد أن وقع المخرج ديفيد نوتير، الذي عمل سابقًا مع كريبك في طرزان. 

### الممثلين والشخصيات

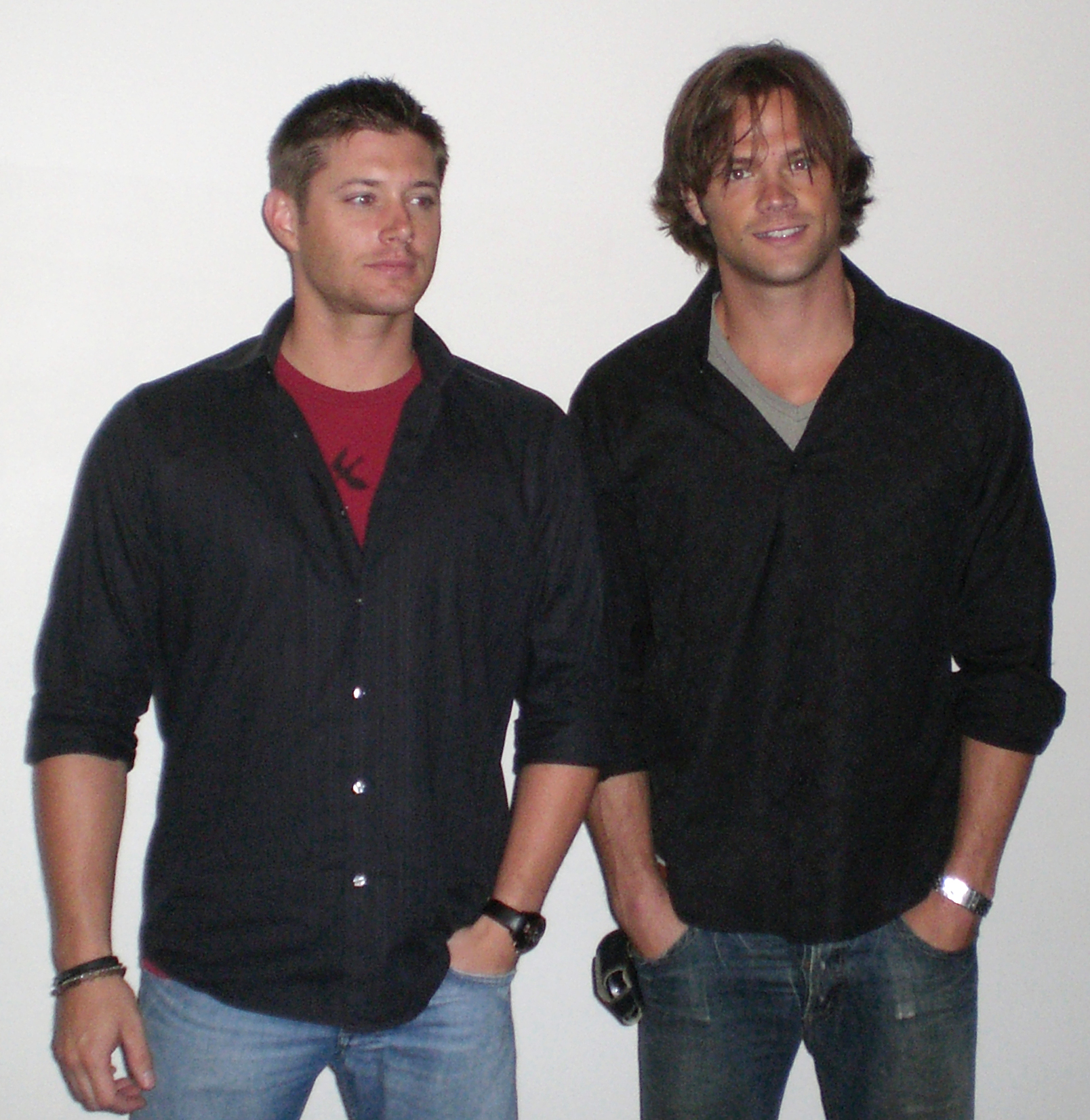
كان آكليس (على اليسار) وبادالكي (على اليمين) الممثلين الوحيدين الذين خضعوا للاختبار للأدوار القيادية ل دين وسام وينشستر.

يقوم النجمان الطياران جاريد باداليكي وجنسن أكليس بدور سام ودين وينشستر، اللذين شبههما كريبك بلوك سكاي ووكر وهان سولو من فيلم حرب النجوم . عرف بادالكي المنتجين التنفيذيين McG ونوتر،  وأقنعه السابق بتجربة أداء لهذا الدور. كان متحمسًا للعب دور «البطل المتردد»، وقارن سام بـ ذا ماتريكس نيو. ومع ذلك، طلب نوتر أيضًا من آكليس الاختبار لدور سام. وجد نوتر وكريبك نفسيهما في مأزق، حيث شعروا أن كلا الممثلين كانا رائعين مثل سام. لتصحيح الوضع، اقترح رئيس شركة Warner Bros. Peter Roth أن يقوم آكليس بدلاً من ذلك بإجراء اختبار أداء لـ دين.  وافق كريبك على ذلك، معتقدًا أن «موقف آكليس الذكي» جعله «ولد ليلعب» شخصية هاريسون فورد الشبيهة، وفضل أكليس شخصية دين بعد قراءة النص. كان كلا الممثلين الوحيدين في الاختبار، ولاحظ المسؤولون التنفيذيون في الشبكة على الفور وجود علاقة أخوية بينهما. كان Evil Dead - الممثل بروس كامبل هو الخيار الأول لكريبك لتصوير جون وينشستر، والد سام ودين. ومع ذلك، لم يكن كامبل متاحًا،  وتلقى جيفري دين مورغان الدور في النهاية. مع مشهد مورغان 22 قبل سنوات من المسلسل، كان يتوقع أن يحل محله ممثل أكبر سنًا في الحلقات اللاحقة، وتفاجأ عندما طُلب منه لاحقًا إعادة تمثيل الدور.
لدور كونستانس ويلش - المرأة ذات الرداء الأبيض - بدأ الإنتاج للعثور على «الممثلة المثالية». شاهد نوتر، أحد المعجبين بفيلم The L Word ، حلقة شارك فيها الممثلة سارة شاهي ذات ليلة أثناء عملية الاختيار. لقد شعر بأنها «حادة حقًا» و «ممثلة رائعة»، «ذات صفة مغرية عنها». تفاجأ عندما حضرت لتجربة الأداء في اليوم التالي، عرف أنها «حصلت على الوظيفة عندما دخلت الباب». نظرًا لأن المشهد الذي يتضمن جوزيف ويلش زوج كونستانس يناقش فقط خلفية كونستانس الخلفية، فإن المشهد يتوقف على أداء الممثلين. بحثًا عن «ممثل رائع»، استذكر نوتر تجربته السابقة في العمل مع Steve Railsback ، وعرض عليه الدور. من بين النجوم الضيوف الآخرين Adrianne Palicki في دور صديقة Sam Jessica Moore ، و Samantha Smith في دور ماري وينشستر. شعرت الأخيرة أنها هبطت الجزء بسبب مزاحها مع نوتر أثناء الاختبار.

### جاري الكتابة
تمت كتابة الحلقة من قِبل مؤلف المسلسل إريك كريبك، الذي وصف إنشائها بأنه «عملية ولادة صعبة للغاية» بسبب العديد من عمليات إعادة الكتابة المطلوبة. النسخة الأصلية لم تظهر "Woman in White"، وتوفي جون وينشستر في الدعابة. في النص المنقح، نشأ سام ودين وينشستر على يد خالتهما وعمهما بدلًا من والدهما. لهذا السبب، لا يدرك سام وجود كائنات خارقة للطبيعة، ويجب على دين إقناعه بالحقيقة عندما يطلب المساعدة. أدرك كريبك أن هذا جعل الخلفية الدرامية معقدة للغاية، وأعاد صياغتها مع المنتج التنفيذي المشارك بيتر جونسون حتى قام والدهم بتربيتهم ليكونوا صيادين مثله. وقد منح هذا القرار الإخوة البراعة في قتال الناس ونصبهم. تضمنت المفاهيم المنقحة الأخرى اعتقاد سام بأن دين قاتل متسلسل قتل والدهما،  وموت جون بدلًا من صديقة سام جيسيكا.  تمت إعادة كتابة المشهد الذي ناقش فيه الأخوان طفولتهم ويتعمقون في خلفيتهم الدرامية 20 حتى 30 مرات، وتم تقليص النسخة النهائية بشكل كبير.
كان الهدف من مشهد محطة وقود في الحلقة تحديد ما يدور حوله الأخوان والمسلسل - المزاح، والخداع باستخدام بطاقات الائتمان، وموسيقى الروك الكلاسيكية؛ كان كريبك يخشى أن يتم قطعه لأنه يعتمد على الشخصية ولم يعزز مؤامرة الحلقة. كما أنه لا يريد أن تعرض السلسلة موسيقى القصص النموذجية لشبكة WB ، وأجبر على استخدام موسيقى الروك الكلاسيكية للموسيقى التصويرية عن طريق كتابة الموسيقى في النص. بالنسبة إلى الشرير في الحلقة، استخدم كريبك الأسطورة الحضرية المشهورة المتمثلة في تلاشي المسافر، لكنه جمعها مع أسطورة لا يورونا المكسيكية لإعطاء الروح المزيد من الحافز والتوصيف. كانت الشبح أصغر سنًا في نسخة سابقة من السيناريو، وقتل والديها بدلًا من أطفالها؛ تم تنقيح هذا للسماح لممثلة أكبر سنا.
في الأصل، لم يرغب الاستوديو في أن تقتل كريبك جيسيكا في نهاية الحلقة، بل احتفظ بها كشخصية متكررة في المسلسل. شعر كريبك أن هذا لن يتناسب مع تنسيق المسلسل، وقرر الكشف عنها كشيطانة، حيث دفع الوحي سام للانضمام إلى دين في الصيد. ومع ذلك، مع توفر قدر قصيرة فقط من وقت الشاشة لتصوير ذلك، اعتقد كريبك أنه سيكون «جانبًا صعبًا للبيع».  نظرًا لأن لوك سكاي ووكر لا يبدأ رحلته إلا بعد وفاة خالته وعمه، فقد وجد كريبك أنه من الأنسب لدفع سام أن يكون موت جيسيكا. وهكذا، تُقتل الشخصية بنفس الطريقة التي تُقتل بها والدة سام، مما يجعل الوفيات «نهاية المطاف الصحيحة».

### تأثيرات
لتصوير الجوانب الخارقة للطبيعة في العرض، تستخدم السلسلة التأثيرات المرئية والخاصة والمكياج بالإضافة إلى الأعمال المثيرة. تم التعاقد مع شركات، مثل شركة المؤثرات البصرية Entity FX ،  لإنتاج الحلقة التجريبية. تم تصوير الحلقات اللاحقة في فانكوفر وتطلبت طاقمًا جديدًا يعمل حصريًا من أجل العرض. مشهد موت ماري وينشستر، الذي تم تعليق الشخصية عليه في السقف وحرقها حتى الموت، تطلب من الممثلة سامانثا سميث الاستلقاء على الأرض مع وجود أنبوبين من البروبان ينفثان النار على بعد حوالي خمسة أقدام منها على كلا الجانبين. من أجل الاحتراق الفعلي للشخصية، تم صنع جسم مزيف اسمه «كريستينا» من الأسلاك والمعجون الورقي، ثم تم إشعاله على سقف مزيف.   ومع ذلك، سرعان ما اشتعلت النيران في الغرفة، مما أجبر على الإخلاء.  تزامنت الشاشة الخضراء مع التأثيرات المرئية لـ Ghostly Woman in White ، واختار المنتج التنفيذي McG جعل صور تسلسل وفاتها تحية لكريس كننغهام لفيديو Aphex Twin " Windowlicker ". أثر الرعب الياباني أيضًا على المشهد، مثل الزي المدرسي الذي يرتديه الأطفال الأشباح، والمياه المتدفقة أسفل الدرج، وعناصر المياه المظلمة .

### اقتباسات
1. ↑  Donahue، Lauri (7 سبتمبر 2005). "Kripke goes for 'Supernatural' chills". Toledo Free Press. مؤرشف من الأصل في 2010-07-28. اطلع عليه بتاريخ 2009-09-30.
2. ↑  Keveney، Bill (17 أغسطس 2005). "'Supernatural' is an eerie natural for WB". USA Today. مؤرشف من الأصل في 2010-07-28. اطلع عليه بتاريخ 2009-09-30.
3. ↑  Fernandez، Maria Elena (5 يناير 2006). "On the road trip from hell". The Age. مؤرشف من الأصل في 2010-07-28. اطلع عليه بتاريخ 2009-09-30.
4. ↑  Knight, p.10
5. ↑  Knight, p.21
6. ↑  "Supernatural interview with Jared Padalecki (Sam Winchester)". Newzline. 7 فبراير 2007. مؤرشف من الأصل في 2008-02-14. اطلع عليه بتاريخ 2009-09-22.
7. ↑  Knight, p.126
8. ↑  Knight, p.130
9. 1 2  Lloyd، Kate (ديسمبر 2007). "Lore & Order". Supernatural Magazine. Titan Magazines. ع. 1. ص. 19.
10. ↑  Begum، Mumtaj (12 سبتمبر 2008). "Jensen Ackles enjoys doing Supernatural". The Star Online. مؤرشف من الأصل في 2010-07-28. اطلع عليه بتاريخ 2009-09-22.
11. 1 2  Knight, p.11
12. ↑  Knight, p.134
13. 1 2  Knight, p.138
14. ↑  Knight, pp.8–10
15. ↑  Knight, p.14
16. ↑  Knight, p.26
17. 1 2  Knight, p.13
18. ↑  "Credits". EntityFX. مؤرشف من الأصل في 2010-07-28. اطلع عليه بتاريخ 2009-09-28.
19. 1 2  Knight, p.20

## روابط خارجية
- «Pilot» على قاعدة بيانات الأفلام على الإنترنت